# Коробочкинське газоконденсатне родовище
Коробочкинське газоконденсатне родовище — належить до Північного борту нафтогазоносного району Східного нафтогазоносного регіону України.

## Опис
Розташоване в Харківській області на відстані 15 км від м. Чугуїв.
Знаходиться на північному борту південно-східної частини Дніпровсько-Донецької западини.
Структура виявлена в 1976 р. У відкладах верхнього візе підняття являє собою брахіантикліналь субширотного простягання з крутим південним та пологим, зрізаним поздовжнім порушенням, півн. крилом. Також структура порушена поперечними скидами. Візейська брахіантикліналь похована під верхньокрейдяною осадовою товщею. Розміри підняття по ізогіпсі — 3050 м 4,5х2,0 м, амплітуда до 200 м. У 1979 р. з відкладів візейського ярусу з інт. 3050-3072 м отримано фонтан газу дебітом 95,9 тис. м3/добу через діафрагму діаметром 5 мм.
Поклади склепінчасті або масивно-пластові, тектонічно екрановані. Колектори — карбонатні породи. Режим покладів газовий.
Експлуатується з 1990 р. Запаси початкові видобувні категорій А+В+С1: газу — 2929 млн. м3; конденсату — 90 тис. т.